# Cheilotrichia complicata
Cheilotrichia complicata är en tvåvingeart som först beskrevs av Alexander 1922.  Cheilotrichia complicata ingår i släktet Cheilotrichia och familjen småharkrankar. Inga underarter finns listade i Catalogue of Life.